# Saab 9-4X

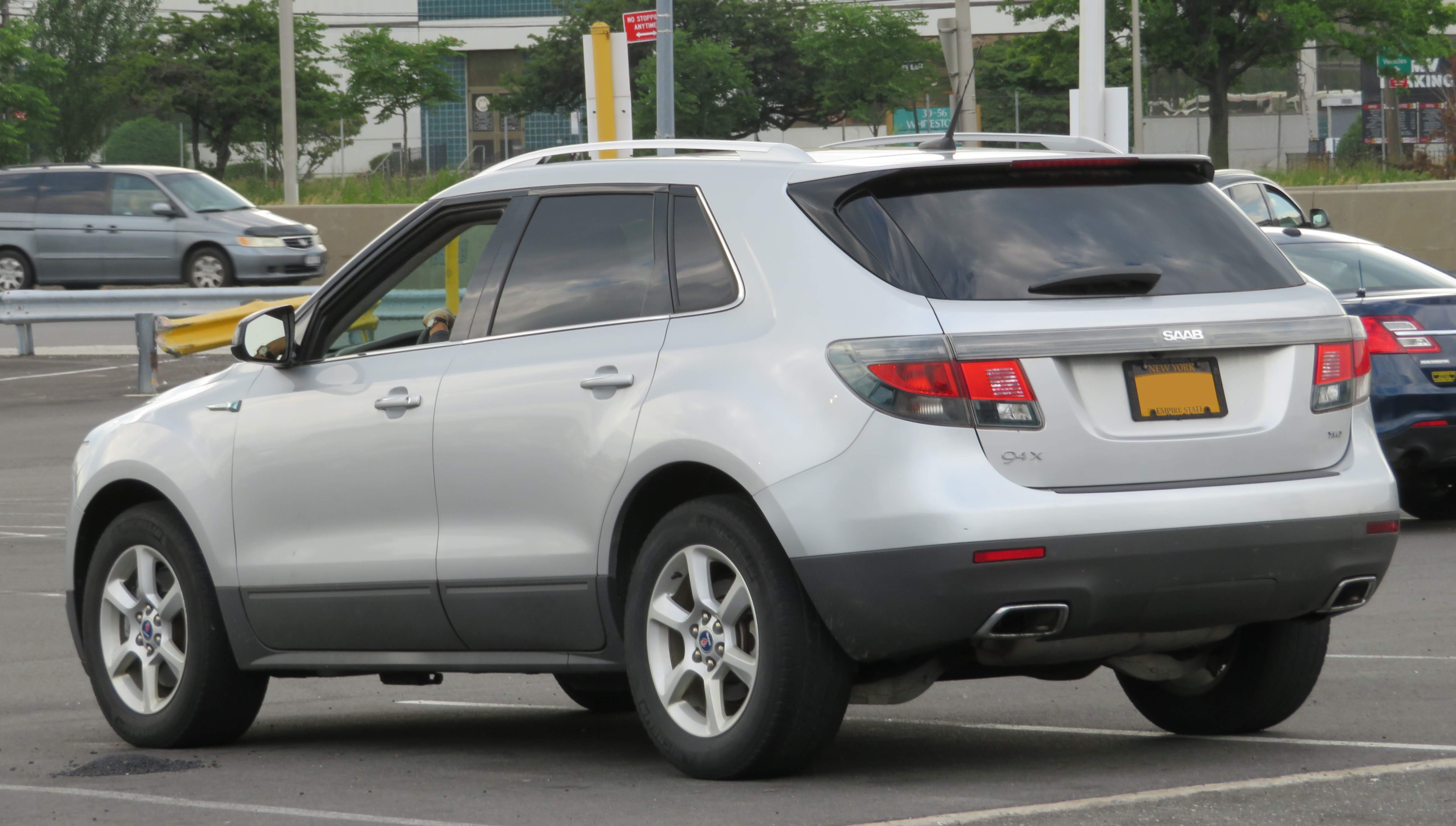
Heckansicht

Der Saab 9-4X ist das zweite SUV von Saab. Das Fahrzeug teilt sich die technische Plattform mit der zweiten Generation des Cadillac SRX.
Zum ersten Mal wurde es im Januar 2008 auf der Detroit Auto Show vorgestellt. Den Saab 9-4X sollte es als BioPower-Modell bereits ab Ende 2010 geben.
Erst nach der Übernahme durch Spyker wurde bekannt, dass am Modell 9-4X festgehalten wird, die Auslieferung aber erst 2011 erfolgt.
Im September 2011 sollte das im mexikanischen Ramos Arizpe gebaute Fahrzeug in Deutschland auf den Markt kommen. Die Markteinführung verschob sich jedoch erneut auf Anfang 2012.
In den USA startete der Verkauf bereits im Juni 2011. Es wurden insgesamt aber nur 457 Exemplare hergestellt, bevor General Motors die Produktion im November einstellte.

## Antrieb
Zum Verkaufsstart standen zwei Benzinmotoren mit 195 kW (265 PS) und 221 kW (300 PS) zur Wahl. Ein Dieselmodell war nicht geplant. Der 9-4X hat Allradantrieb aus der 9-3-Reihe mit Haldex-Kupplung, der die Drehmomentverteilung zwischen den Achsen und zwischen den Hinterrädern ermöglicht.
|                             | 3.0 V6                         | Aero                           |
| --------------------------- | ------------------------------ | ------------------------------ |
| Bauzeitraum:                | 2011                           | 2011                           |
| Motortyp:                   | V6                             | V6-Turbo                       |
| Hubraum:                    | 2997 cm³                       | 2792 cm³                       |
| Leistung:                   | 195 kW (265 PS) bei 6950 min−1 | 221 kW (300 PS) bei 5500 min−1 |
| Drehmoment:                 | 302 Nm bei 5200 min−1          | 400 Nm bei 2000 min−1          |
| Höchstgeschwindigkeit:      | 210 km/h                       | 230 km/h                       |
| Getriebe                    | 6 Gang-Automatik               | 6 Gang-Automatik               |
| Beschleunigung, 0–100 km/h: | 9,0 s                          | 8,3 s                          |
| Verbrauch                   | 11,7 S                         | 12,2 S                         |
| CO2-Emissionen              | 271 g/km                       | 286 g/km                       |
| Tankinhalt:                 | 80 Liter                       | 80 Liter                       |